# Bernard Fergusson
Bernard Edward Fergusson (ur. 6 maja 1911, zm. 28 listopada 1980) – brytyjski wojskowy, historyk i polityk. W latach 1962–1967 gubernator generalny Nowej Zelandii.
Pochodził z rodziny trwale wpisanej w historię Nowej Zelandii. Obaj jego dziadkowie - Sir James Fergusson oraz 7. hrabia Glasgow - pełnili funkcję gubernatorów tego terytorium, gdy było ono jeszcze kolonią. Z kolei jego ojciec - Sir Charles Fergusson - był jej gubernatorem generalnym w latach 1924–1930. Bernard ukończył Eton College oraz Królewską Akademię Wojskową w Sandhurst. Podczas II wojny światowej służył na Bliskim Wschodzie, a następnie dowodził jednostką w ramach sił prowadzących dywersję na tyłach wojsk japońskich na terenie Birmy. Po wojnie pozostał w służbie czynnej aż do 1958. 
Jeszcze jako oficer brytyjskiej armii zaczął pisać książki poświęcone historii wojskowości. Kontynuował tę działalność po przejściu w stan spoczynku. W 1962, idąc w ślady swych przodków, wyjechał do Nowej Zelandii, by objąć formalnie najwyższe w państwie stanowisko jej gubernatora generalnego. Po powrocie do Europy, w 1972 został parem dożywotnim jako baron Ballantrae. Rok później objął też funkcję kanclerza Uniwersytetu St. Andrews, którą pełnił aż do śmierci. 

Herb lorda Ballantrae